# 제9회 DMZ국제다큐영화제
제9회 DMZ국제다큐영화제는 2017년 9월 21일에 열린 시상식이다.

## 수상 및 후보

### 국제경쟁 - 흰기러기상
- 성찬식 - 안나 자멕카 수상

### 국제경쟁 - 심사위원 특별상
- 워쇼 - 안드레아스 달스가르드 외 1명 수상

### 아시아경쟁 - 아시아 시선상
- 라이프 이미테이션 - 첸 주 수상

### 한국경쟁 - 최우수한국다큐멘터리상
- 망각과 기억2 : 돌아 봄 - 4.16연대 미디어위원회 수상

### 한국경쟁 - 심사위원 특별상
- 벼꽃 - 오정훈 수상

### 청소년 경쟁 - 최우수상
- 한발짝 - 허나경 수상

### 청소년 경쟁 - 우수상
- 친구들 - 김민서 외 2명 수상

### 특별상 - 용감한 기러기상
- 앨리스 죽이기 - 김상규 수상

### 특별상 - 아름다운 기러기상
- 카운터스 - 이일하 수상

### 특별상 - 젊은 기러기상
- 일 - 박수현 수상

### 특별상 - 관객상
- 벼꽃 - 오정훈 수상

### 국제경쟁
- 아드리아나의 진실 - 리세테 오로츠코
- 아프리카에서 온 편지 - 하이디 스페코냐
- 태양의 도시 - 라티 오넬리
- 성찬식 - 안나 자멕카
- 카운터스 - 이일하
- 아킴을 위하여 - 제레미 S. 레빈 외 1명
- 미지의 해변에서 - 썸머 아그뉴 외 1명
- 당신들의 천국 - 귀도 헨드릭스
- 시멘트의 맛 - 지야드 칼톰
- 트로피 - 샤울 쉬와즈
- 워쇼 - 안드레아스 달스가르드
- 드림 박스 - 예뢴 반 데 스톡
- 사운드 오브 윈터 - 티지안 부치

### 한국경쟁
- 이산자 - 문정현
- 망각과 기억2 : 돌아 봄 - 4.16연대 미디어위원회
- 집의 시간들 - 라야
- 옵티그래프 - 이원우
- 벼꽃 - 오정훈
- 로드쇼 - 김형주
- 앨리스 죽이기 - 김상규
- 늑대부대를 찾아서 - 김미례

### 아시아경쟁
- 24번가 - 판 즈치
- 우리가 만든 책들 - 우마 타누쿠 외 1명
- 라이프 이미테이션 - 첸 주
- 생활보호를 받는 로커 - 오타 신고
- 바르팍을 위한 노래 - 프라딥 포크렐
- 내일이 아니면 언제? - 수 수 흘렝
- 멀리 있는 집 - 보안 왕
- 침묵과의 조우 - 야누스 빅토리아
- 가족 사진 - 마르티카 라미레스 에스코바르

### 청소년경쟁
- 나의 낮은 몸 높은 마음 - 배연우 외 1명
- 박차정을 찾아서 - 옥의진 외 1명
- 친구들 - 김민서 외 2명
- 파벤의 역사 - 최소윤 외 2명
- 한발짝 - 허나경
- 일직선 - 이만기

### 글로벌 비전
- 아바쿠스: 감옥에 가기엔 너무 사소한 - 스티브 제임스
- 피투성이 파넥 - 소냐 네프람
- 반 고흐 인 차이나 - 유해파 외 1명
- 추방자 - 리티 판
- 라인 오브 컨트롤 - 라자 샤비르 모하마드 칸
- 마더랜드 - 라모나 S. 디아즈
- 더 이상 숨을 곳이 없다 - 자라다시트 아메드
- 어느 날 갑자기 - 딜런 호윗
- 피플 파워 폭탄선언: 베트남 장미의 일기 - 존 토레스
- 퀘스트 - 조나단 올쉐프스키
- 서브웨이 오디세이 - 마크 다우니 외 3명
- 사랑해, 말 한 마디 - 파벨 로진스키
- 여자와 빙하 - 아우드리어스 스토니스
- 제4의 왕국 - 아단 알리아가 외 1명

### 한국다큐쇼케이스
- 개의 역사 - 김보람
- 보이후드, 그 해 여름 우리는 뜨거웠다 - 이동한
- 버블 패밀리 - 마민지
- 남자, 화장을 하다: 아이 원트 제로지 - 현영애
- 내 친구 정일우 - 김동원
- B급 며느리 - 선호빈
- 플레이온 - 변규리
- 고요수업 - 오현경 외 1명
- 일 - 박수현
- 콘크리트의 불안 - 장윤미
- 페미니스트와 휴머니스트 - 김고은
- 여자답게 싸워라 - 이윤영
- 집 속의 집 속의 집 - 전찬영

### DMZ비전
- 핵의 향연 - 케빈 포드 외 2명
- 리베라시옹 데이 - 모튼 트라아빅 외 1명
- 북녘의 내 형제 자매들 - 조성형
- 북한의 어느 평범한 하루 - 피에터 프러리
- 려행 - 임흥순
- 시간이 알려주는 것들 - 안드레아스 보이트
- 집으로 가는 길 - 수프리요 센

### 특별상영작
- 아프리카 - 물의 전쟁 - 박환성
- 순다르반스 - 박환성

### 다큐패밀리
- 자유를 향한 질주 - 피에레 모라스
- 사랑스러운 로나 - 아니카 칼슨
- 스쿨 라이프 - 네사 니 치아나인 외 1명
- 두 개의 세상 - 마치이 아다메크
- 언레스트 - 제니퍼 브리
- 결혼기념일 - 조피아 코와루스카
- 디지털 이민자 - 노버트 코트만 외 1명
- 워크맨 - 김혜련
- 아마드의 머리카락 - 수잔 코넨
- 체 - 엘스베스 프란제
- 체넬바와 세네이바 - 라온 벨라트
- 그녀에게 고백하는 법 - 아나스타자 다브로브스카
- 꿈꾸는 인스타 - 미리암 마르크스
- 빙글빙글 - 안데르 데 부르
- 내 생애 최고의 반려동물 - 에이미 니콜슨
- 로큰롤 - 단 볼
- 슈퍼스타 메르나 - 미리암 마르크스
- 기적의 피아노 - 폴 쉬놀

### 다큐초이스
- 아웃 - 이반 검열 두 번째 이야기 - 이영
- 파리 이즈 버닝 - 제니 리빙스턴
- 폴리티컬 애니멀 - 조나 말코비츠 외 1명
- 그 노래를 기억하세요? - 마이클 로사토-베넷
- 깡패 같은 제약회사 - 크리스 벨 외 1명
- 멸종을 막아라 - 루이 시호요스
- 나의 교실 - 한자영
- 시 읽는 시간 - 이수정
- 외박 - 김미례

### 특별기획
- 명성, 그 6일의 기록 - 김동원
- 아다 콜라우의 시장선거 - 파우 파우스
- 광장 - 박근혜정권퇴진비상국민행동미디어팀
- 모든 날의 촛불 - 김환태 외 2명
- 혁명을 위한 제안 - 쿠쉬부 랑카 외 1명
- 마리보 시위 - 메이플 라자 외 1명
- 기성 정치인은 가라 – 민중에게 권력을? - 라이즈 버크 패더슨
- 돌 속에 갇힌 말-구로구청 부정투표함 항의농성사건 - 나루
- 어떤 여름의 연대기 - 장 루쉬 외 1명
- 이란 사람 - 메흐란 타마돈
- 튀니지의 샬라 - 카우타르 벤 하니야
- 아란의 사람들 - 로버트 플라어티
- 퍼니시먼트 파크 - 피터 왓킨스
- 미 1번 국도 - 로베르 크라메르

### 청소년 다큐제작워크숍 수료작
- 꿈을 모아서 - 장한나
- 마실 - 서정민
- Daily Bliss : 나날의 행복 - 이서안
- 상승곡선 - 최솔
- 전원일기 - 김미정
- 성익아 공부 좀 하자 - 손혜민
- 고3, 하고 싶은 것을 한다는 것 - 이택만
- 한 표의 희비 - 김예슬 외 1명
- 하야오를 따라서 - 조원빈
- 한방에 둘 - 정주연
- 고민 들어드립니다 - 양주연
- 유리 - 신자은
- 무괴아심 - 박희선
- 작은 아씨들 - 노하윤
- 내가 있을 곳 - 김남범
- 할머니는 달린다 - 손현경
- YOLO (you only live once): 인생은 한 번 뿐이다 - 최진영
- Dear, LUNA - 박지민
- 탕자 - 최승민
- 기억한다는 것 - 장준혁
- 나의 책 - 최수빈
- 좌충우돌 일본여행기 - 배윤서
- 장영화이야기 - 김민석
- 질풍노도의 2 - 홍진호
- 아웃오브스쿨 - 강진주
- 삼거리 - 오행욱
- 알바년 - 조영진
- 꿈틀이 - 김병훈
- 자유를 위한 자유 - 고서연